# 柳北悠李
柳北 悠李（やなきた ゆうり、2002年9月20日 - ）は、日本の男子バレーボール選手。

## 来歴
福岡県北九州市出身。
中学3年生で第31回全国都道府県対抗中学大会（JOC杯）に福岡選抜として出場し、JOC・JVAカップ、オリンピック有望選手、大阪府知事賞と3つの賞を獲得した。
東福岡高等学校では1年生からエースを務め、全日本バレーボール高等学校選手権大会（春高バレー）に3大会連続で出場。3年生で迎えた第73回大会ではチームを優勝に導き、自身は最優秀選手賞を受賞した。
東亜大学では大学リーグで数々の個人賞を受賞。
2024年12月、広島サンダーズへの入団内定が発表された。12月27日にSVリーグに登録され、2025年1月4日に行われた日本製鉄堺ブレイザーズ戦で初出場を記録した。
2025年、ワールドユニバーシティゲームズ日本代表に選出された。

## 球歴
- ユニバーシアード日本代表 - 2025年
- ユース日本代表
  - アジアU18選手権 - 2018年
  - 世界U19選手権 - 2019年

## 所属チーム
- 北九州市立板櫃中学校（2015-2018年）
- 東福岡高等学校（2018-2021年）
- 東亜大学（2021-2025年）
- 広島サンダーズ（2025年-）

## 受賞歴
- 2017年 - 第31回JOC杯 JOC・JVAカップ、オリンピック有望選手、大阪府知事賞
- 2021年 - 第73回春高バレー 最優秀選手賞
- 2021年 - 中国大学リーグ秋季大会 新人賞[8]
- 2022年 - 中国大学リーグ春季大会 スパイク賞、サーブ賞、ベストスコアラー賞[9]
- 2022年 - 中国大学リーグ秋季大会 スパイク賞、ベストスコアラー賞、レシーブ賞[10]
- 2023年 - 中国大学リーグ春季大会 スパイク賞、ブロック賞[11]
- 2023年 - 中国大学リーグ秋季大会 サーブ賞[12]
- 2024年 - 中国大学リーグ春季大会 最優秀選手賞[13]
- 2024年 - 中国大学リーグ秋季大会 レシーブ賞[14]
- 2024年 - 西日本インカレ 敢闘賞、ベストスコアラー賞、レシーブ賞[15]